# Nanaspis spinifera
Nanaspis spinifera is een eenoogkreeftjessoort uit de familie van de Nanaspididae. De wetenschappelijke naam van de soort is voor het eerst geldig gepubliceerd in 1973 door Humes.